# The Box Tops
The Box Tops est un groupe de musique américain de la fin des années 1960, originaire de Memphis, dans le Tennessee. Le groupe est resté célèbre pour son tube The Letter, sorti en 1967, le chanteur Alex Chilton est alors âgé de seize ans. Ce morceau a été repris notamment par Al Green, Joe Cocker et Peter Tosh & The Wailers, présent notamment dans le film Good Morning England.

## Albums

### Compilations
- Super Hits (1968)
- The Box Tops' Greatest Hits (1982)
- The Ultimate Box Tops (1987)
- The Best of the Box Tops — Soul Deep (1996)